# Episodi di Tris di cuori (seconda stagione)
La seconda stagione della serie televisiva Tris di cuori è stata trasmessa in anteprima negli Stati Uniti d'America dalla The WB tra il 17 settembre 1998 e il 20 maggio 1999.
| nº | Titolo originale                | Titolo italiano | Prima TV USA      | Prima TV Italia |
| -- | ------------------------------- | --------------- | ----------------- | --------------- |
| 1  | The Art of War                  |                 | 17 settembre 1998 |                 |
| 2  | Divorce-i-versary               |                 | 24 settembre 1998 |                 |
| 3  | The Hair Club for Men           |                 | 1º ottobre 1998   |                 |
| 4  | The Big Sleep                   |                 | 8 ottobre 1998    |                 |
| 5  | The Most Valuable Player        |                 | 15 ottobre 1998   |                 |
| 6  | The Sister Act                  |                 | 29 ottobre 1998   |                 |
| 7  | The Cuckoo's Nest               |                 | 5 novembre 1998   |                 |
| 8  | The Goodwill Games              |                 | 12 novembre 1998  |                 |
| 9  | House of Cards                  |                 | 19 novembre 1998  |                 |
| 10 | The Runaround                   |                 | 17 dicembre 1998  |                 |
| 11 | The Night Cup                   |                 | 7 gennaio 1999    |                 |
| 12 | The Brother from Another Planet |                 | 14 gennaio 1999   |                 |
| 13 | The Golf War                    |                 | 21 gennaio 1999   |                 |
| 14 | The Endangered Species          |                 | 4 febbraio 1999   |                 |
| 15 | The Last Auction Hero           |                 | 11 febbraio 1999  |                 |
| 16 | The Paper Chase                 |                 | 16 febbraio 1999  |                 |
| 17 | The Height of Passion           |                 | 25 febbraio 1999  |                 |
| 18 | Van for All Season              |                 | 22 aprile 1999    |                 |
| 19 | Mother Load                     |                 | 29 aprile 1999    |                 |
| 20 | The First Big Break-Up          |                 | 6 maggio 1999     |                 |
| 21 | The Morning After               |                 | 13 maggio 1999    |                 |
| 22 | Baby Boom                       |                 | 20 maggio 1999    |                 |